# Robert Tronson
Robert du Coudré Tronson (* 18. Mai 1924 in Chilmark, Wiltshire; † 27. November 2008 in London) war ein britischer Film- und Fernsehregisseur.

## Leben
Tronson, Sohn eines Kommandanten in der Royal Navy, besuchte das Britannia Royal Naval College in Dartmouth und diente während des Zweiten Weltkrieges auch bei dieser Truppengattung. Nach dem Krieg versuchte er sich in diversen Tätigkeiten, bis er 1946 bei der BBC eine Anstellung fand. Dort entwickelte er Formate und wirkte in verschiedenen Funktionen an Fernsehproduktionen mit.
Ende der 1950er Jahre begann Tronson als Regisseur zu arbeiten. Nach rund zwanzig Folgen diverser Serien, vor allem von Kriminalserien, nahm er seinen 1962 ersten Langfilm in Angriff: Die Verräter. Es war einer seiner selteneren Ausflüge auf die große Leinwand; Tronson war geradezu ein Spezialist für Serienepisoden.
In der Öffentlichkeit trat der humorvolle, politisch den Linken nahestehende Tronson oftmals mit Schlapphut und knallbunten Strümpfen auf; er war bei Schauspielern wie Stab gleichermaßen angesehen. Er war seit 1965 verheiratet und hat einen Sohn.
Serien, zu denen er Episoden beisteuerte, sind u. a. Mit Schirm, Charme und Melone, ITV Play of the Week, Simon Templar, Der Baron, Der Doktor und das liebe Vieh, Der Mann mit dem Koffer, Hine, Father Brown, Armchair Thriller, Jim Bergerac ermittelt und Hetty Wainthropp investigates.

## Filmografie
- 1961: Man at the Carlton Tower
- 1961: Man Detained
- 1961: Never Back Losers
- 1962: Die Verräter (The Traitors)
- 1964: Act of Reprisal
- 1964: Ring of Spies
- 1971: The Guardians